# 南京周
南京周（英語：Nanjing Week）是一个由中国南京市人民政府主办的城市推广活动，自2015年起每年由主办单位选定世界一知名城市，在该城市举办活动推广南京特色、地景、历史文化以及企业，促进双方城市居民交流。

## 历年活动
| 年份   | 举办城市   | 主题             |
| ------ | ---------- | ---------------- |
| 2015年 | 意大利米兰 | 米兰世博会       |
| 2016年 | 英国伦敦   | 伦敦设计节       |
| 2017年 | 美国纽约   | 纽约时装周       |
| 2018年 | 法国巴黎   | 巴黎双河会       |
| 2019年 | 美国旧金山 | 南京创新周硅谷站 |